# Allocosa apora
Allocosa apora là một loài nhện trong họ wolfspinnen (Lycosidae).
Loài này thuộc chi Allocosa. Allocosa apora được Willis J. Gertsch miêu tả năm 1934.